# 1534

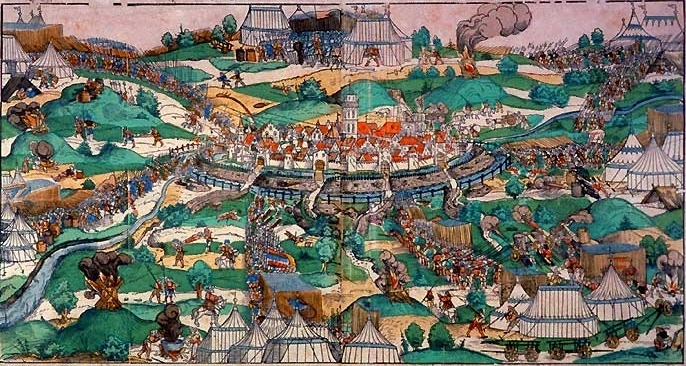
De stad Münster onder beleg

Het jaar 1534 is het 34e jaar in de 16e eeuw volgens de christelijke jaartelling.

## Gebeurtenissen
januari
- 5 - Jan Matthijs trekt met een aantal volgelingen de stad Münster binnen en vestigt de volwassendoop (zie Anabaptistische opstand in Münster).

februari
- 23 - Anabaptistenleider Berend Knipperdolling wordt burgemeester van Münster (zie Anabaptistische opstand in Münster).
- 28 - Frans van Waldeck, bisschop van Münster, begint de belegering van de door anabaptisten beheerste stad.

april
- 17 - De Engelse oud-kanselier Thomas More wordt opgesloten in de Tower, omdat hij weigert mee te werken aan het onterven van Mary Tudor.
- 20 - Jacques Cartier vertrekt uit Saint-Malo voor een ontdekkingsreis naar Newfoundland. Op deze reis ontdekt hij de Straat van Belle Isle en verkent de Saint Lawrencebaai.

mei
- mei - Begin van de Gravenvete in Denemarken, een oorlog tussen de protestanten onder koning Christiaan III en de katholieken onder Christoffel van Oldenburg als regent voor de voormalige koning Christiaan II.

juli
- 22 - Stadsbrand van Breda.

augustus
- 16 - Ignatius van Loyola sticht in Parijs met zes medestudenten de Orde der Jezuïeten.
- 19 - Khair ad-Din (Barbarossa) landt een grote vloot bij Tunis. Sultan Muley Hassan slaat op de vlucht, en Khair ad-Din verklaart Tunis Ottomaans bezit.

oktober
- 10 - Slag bij Svenstrup: Opstandige boeren in Jutland verslaan de edelen in de Gravenvete.
- 13 - Alessandro Farnese wordt tot paus gekozen als opvolger van de overleden Clemens VII.
- 18 - Affaire des Placards: Anti-katholieke posters worden opgehangen in Parijs en enkele andere Franse steden.

november
- 3 november - Act of Supremacy: Koning Hendrik VIII wordt de leider van de Anglicaanse Kerk, die hiermee volledig breekt met de paus en de Rooms-Katholieke Kerk.
- 18 november - Vrede van Stockelsdorf: Einde van de oorlog tussen Denemarken en Lübeck in Holstein.

december
- 4 - Het Osmaanse leger verovert onder leiding van sultan Suleyman I Bagdad op de Perzische Savafiden.
- 6 december - Sebastián de Benalcázar verovert en hersticht Quito.

zonder datum
- Ulrich van Württemberg keert na 15 jaar verdreven te zijn terug in zijn hertogdom en voert de reformatie door.
- De Anglicaanse Kerk schaft het celibaat af.
- Simón de Alcazaba tracht een kolonie te stichten in Patagonië.
- De leenbeurze in Ieper is de eerste berg van barmhartigheid buiten Italië.
- Oprichting van Cambridge University Press, de oudste nog bestaande uitgeverij.
- Alonso de Herrera reist de Orinoco op tot aan de Meta.
- Pedro de Heredia reist stroomopwaarts de Sinú en Magdalena.
- Alvar Núñez Cabeza de Vaca, Andres Dorantes de Carranza, Estebanico en Alonzo del Castillo Maldonado, overlevenden van de expeditie van Panfilo de Narvaéz, beginnen hun trek terug naar Nieuw-Spanje.
- Deventer, Kampen en Zwolle besluiten tot een gezamenlijke muntslag, zie Drie Steden (muntslag).

## Publicaties
- Lutherbijbel (voltooiing)
- Pietro Aretino: Ragionamento della Nanna e della Antonia
- Euricius Cordus: Botanologicon
- Thomas Elyot: The Bankette of Sapience
- François Rabelais: Gargantua
- Bernhard Rottmann: Bekentones des globens und lebens der gemein Christe zu Monster

## Beeldende kunst

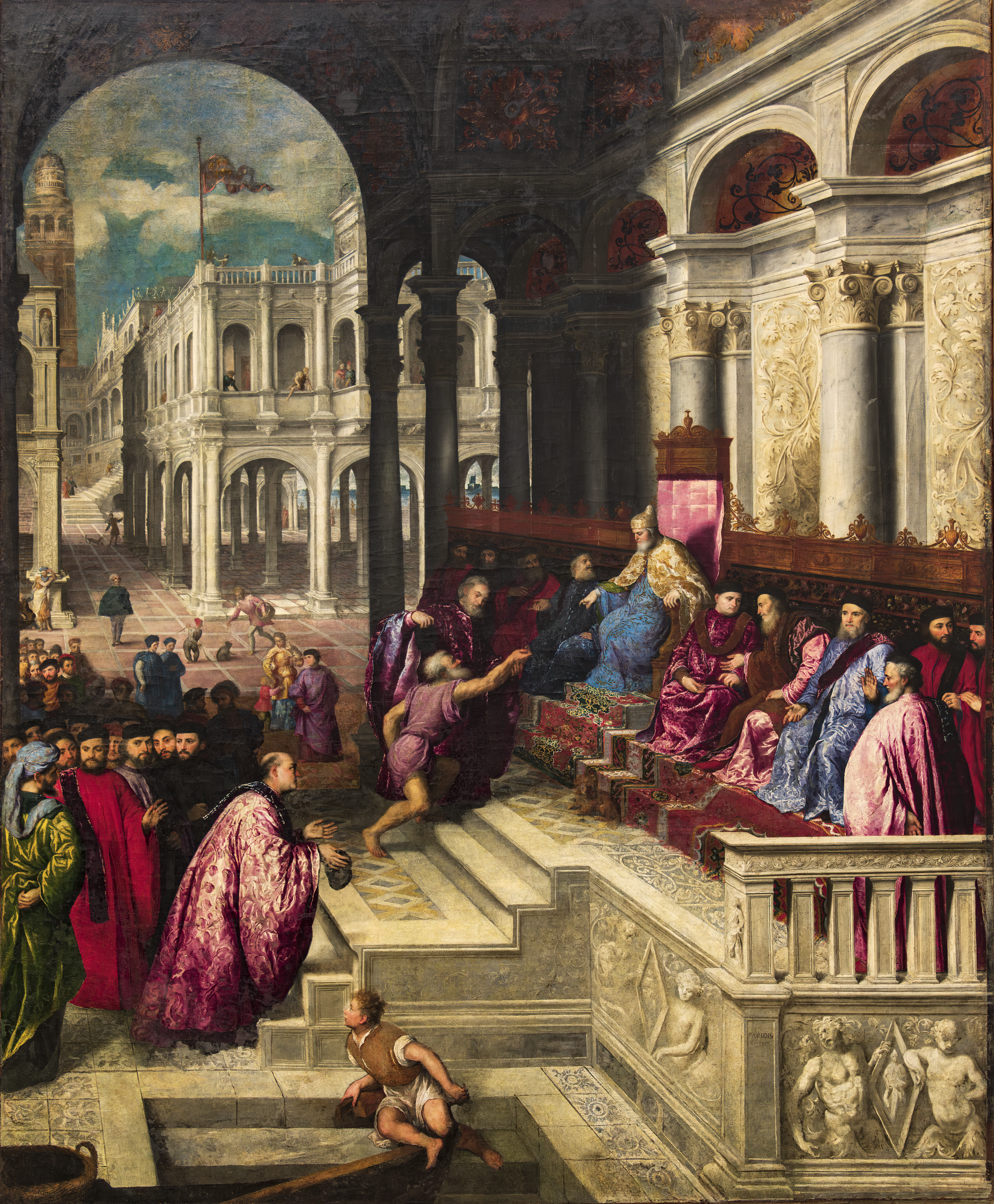
Paris Bordone: Presentatie van de ring
Lucas Cranach de Oude: Portret van Maria van Saksen
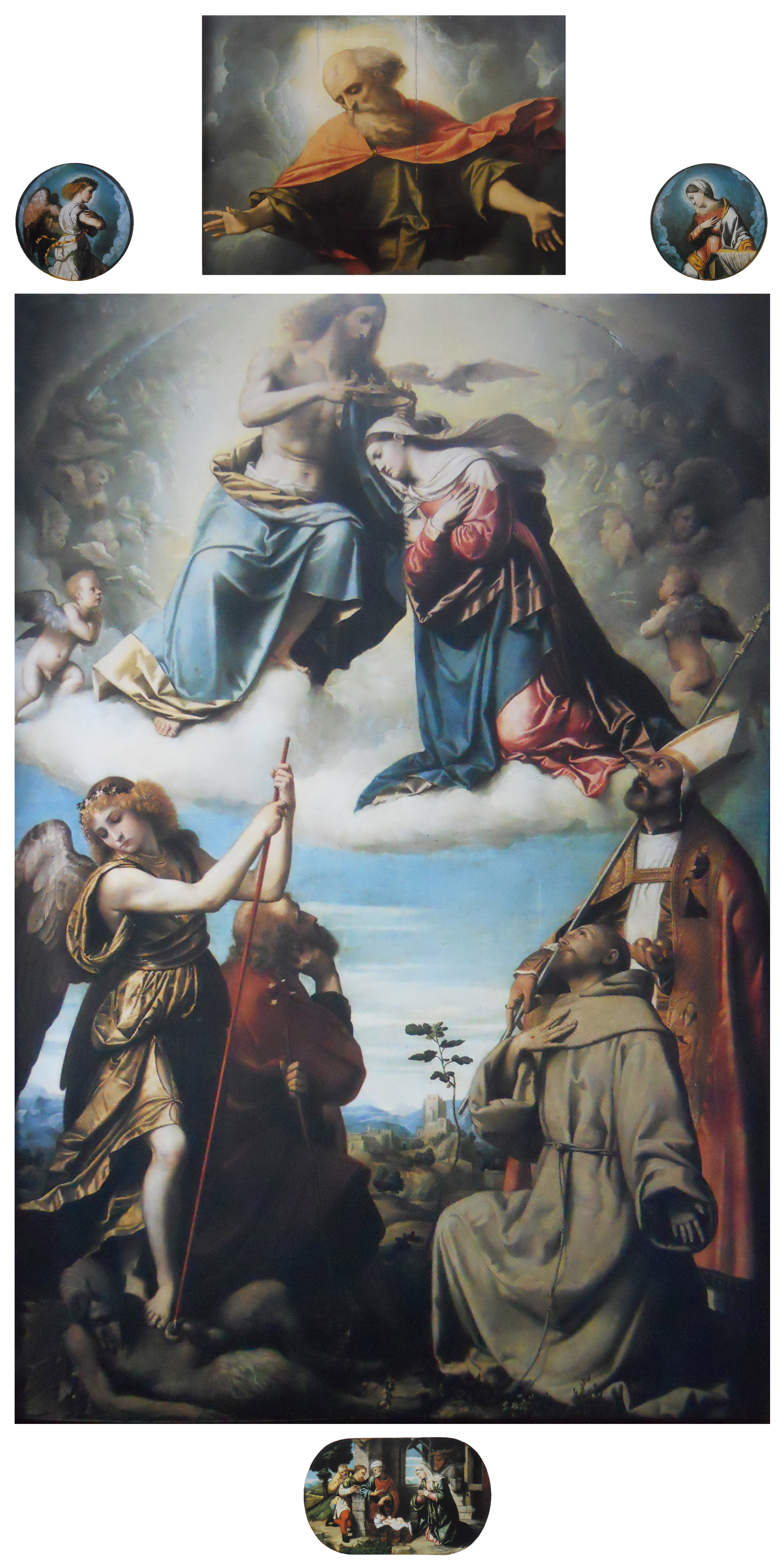
Moretto da Brescia: De kroning van de maagd
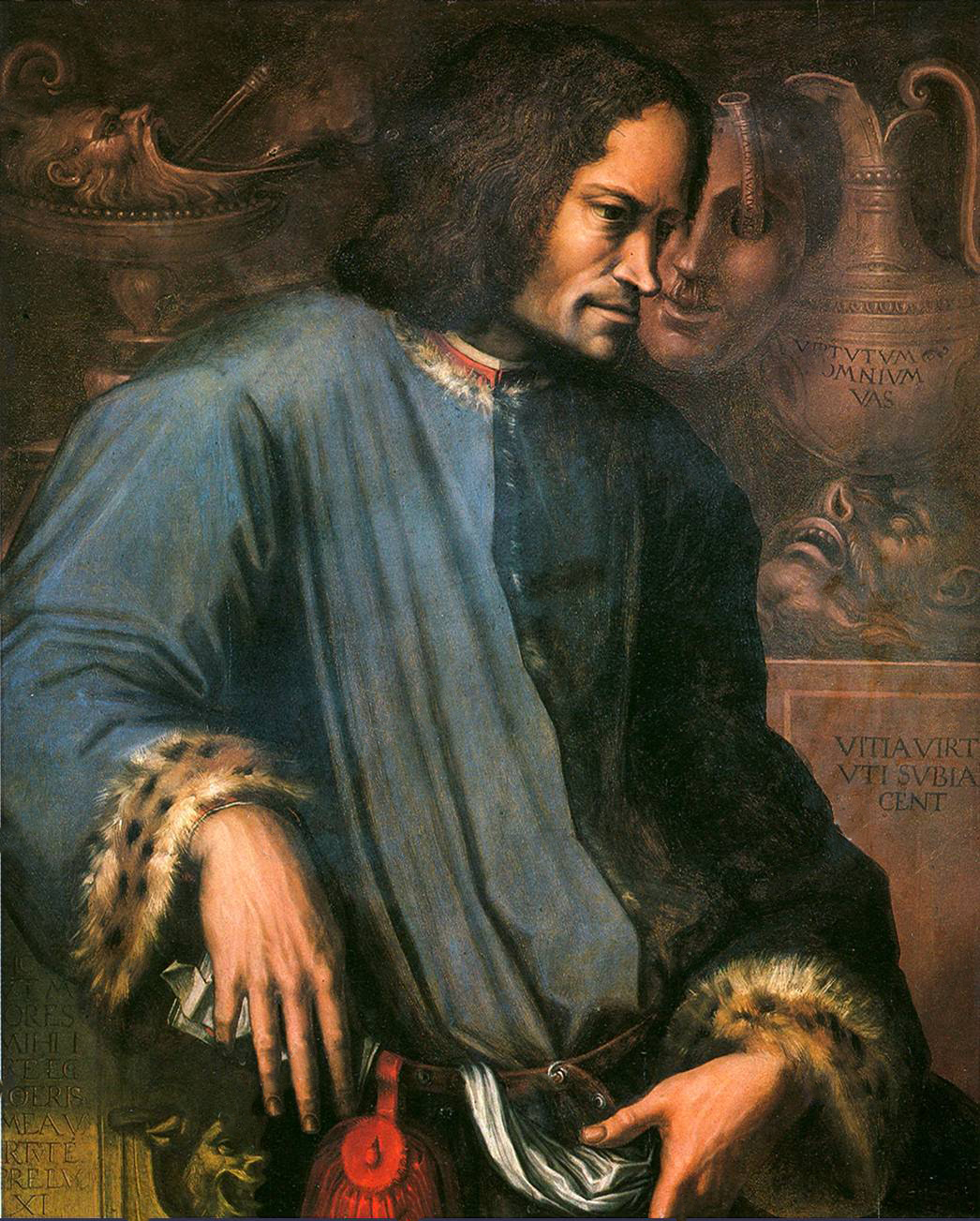
Giorgio Vasari: Portret van Lorenzo de Medici

## Opvolging
- Denemarken en Noorwegen - Christiaan III als opvolger van zijn vader Frederik I
- Étampes - Jean de La Barre opgevolgd door Jan IV van Brosse
- Ferrara en Modena - Alfonso I d'Este opgevolgd door zijn zoon Ercole II d'Este
- Kartli - George IX opgevolgd door diens neef Loearsab I (jaartal onzeker)
- paus (13 oktober)- Clemens VII opgevolgd door Alessandro Farnese als Paulus III
- Orde van Malta - Philippe Villiers de l'Isle Adam opgevolgd door Piero de Ponte
- Montbéliard - George I van Württemberg opgevolgd door zijn broer Ulrich van Württemberg
- Sicilië (onderkoning) - Ettore Pignatelli e Caraffa opgevolgd door Simone Ventimiglia
- Tecklenburg - Otto IX opgevolgd door zijn zoon Koenraad
- bisdom Utrecht - Willem van Enckevoirt opgevolgd door George van Egmont
- Württemberg - Ferdinand I van Oostenrijk opgevolgd door Ulrich van Württemberg

## Afbeeldingen

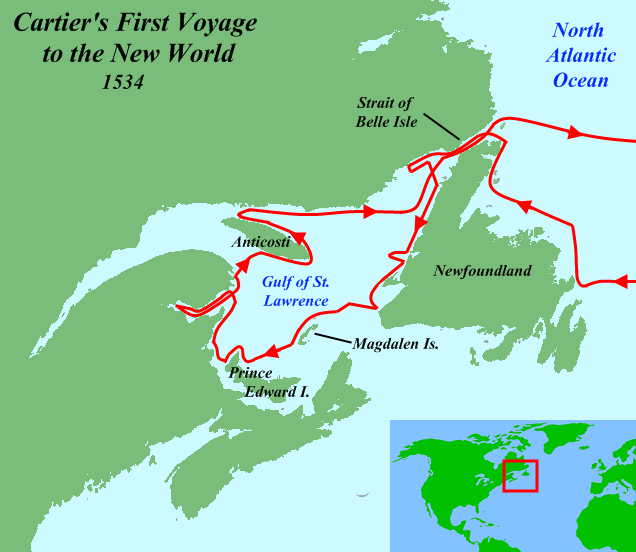
Route van Jacques Cartier in 1534
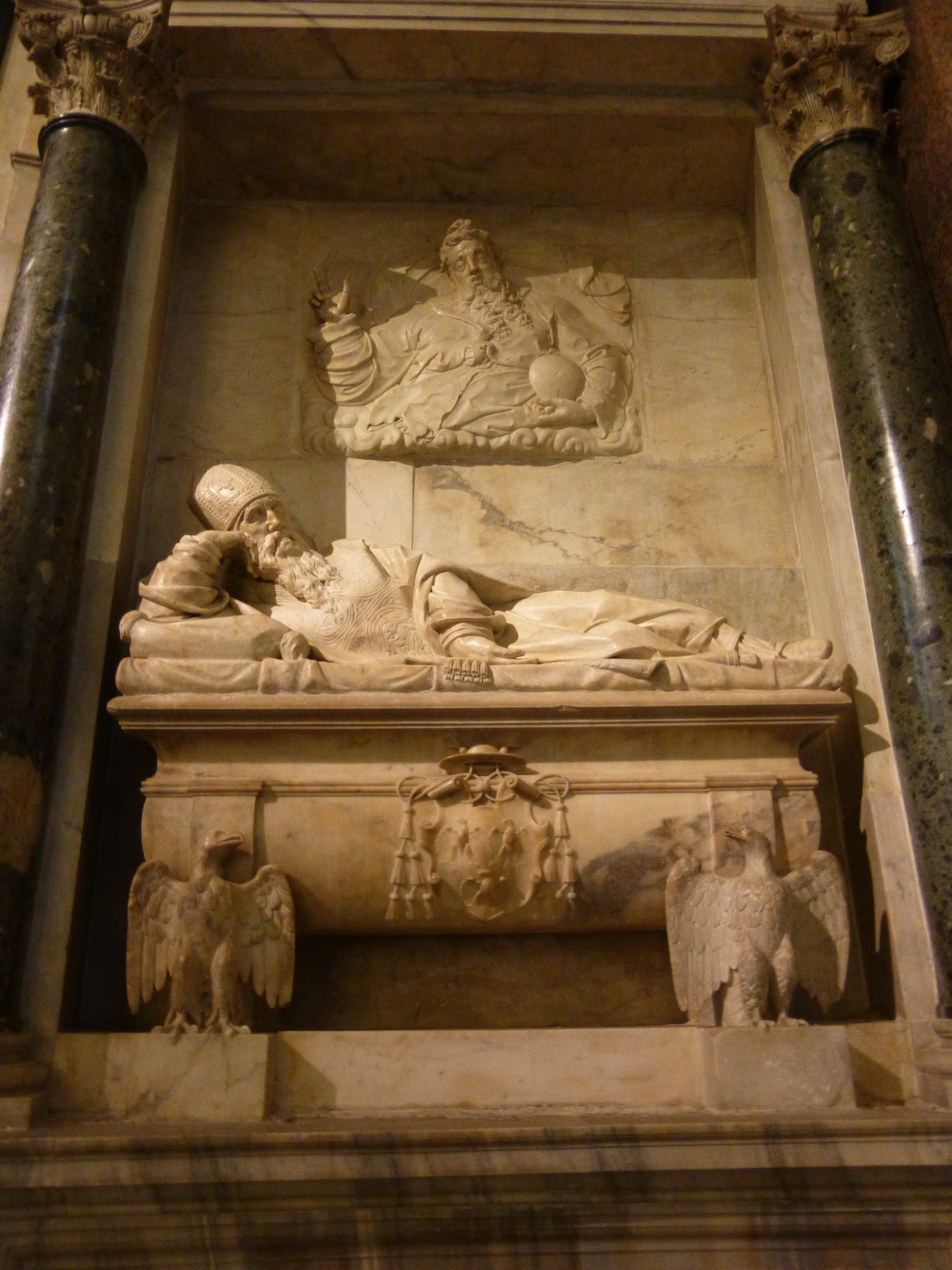
grafmonument van Willem van Enckevoirt
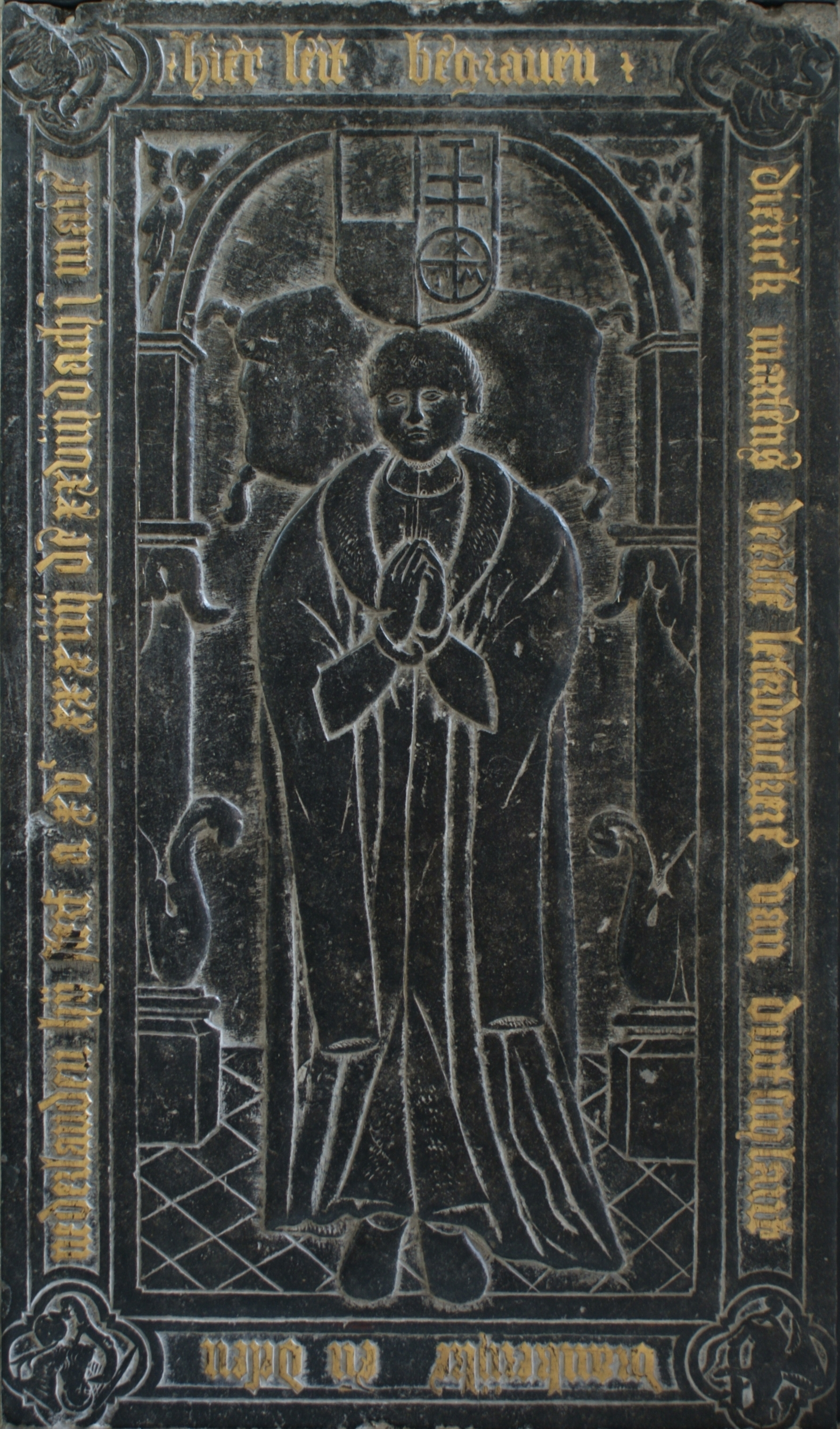
grafmonument van Dirk Martens
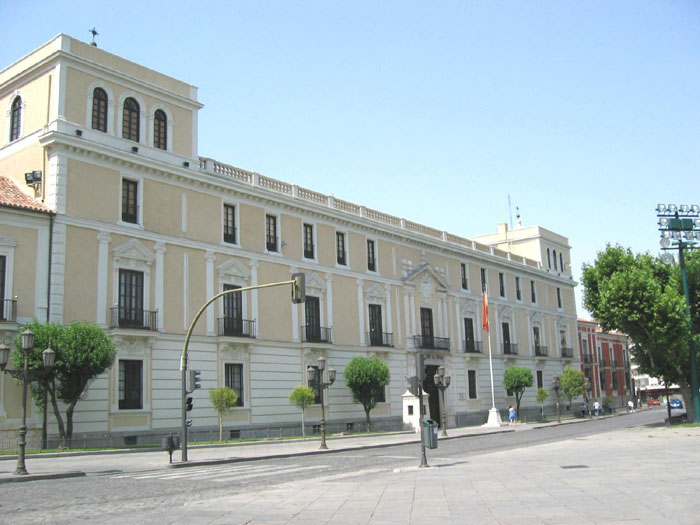
Koninklijk paleis van Valladolid (voltooid 1534)
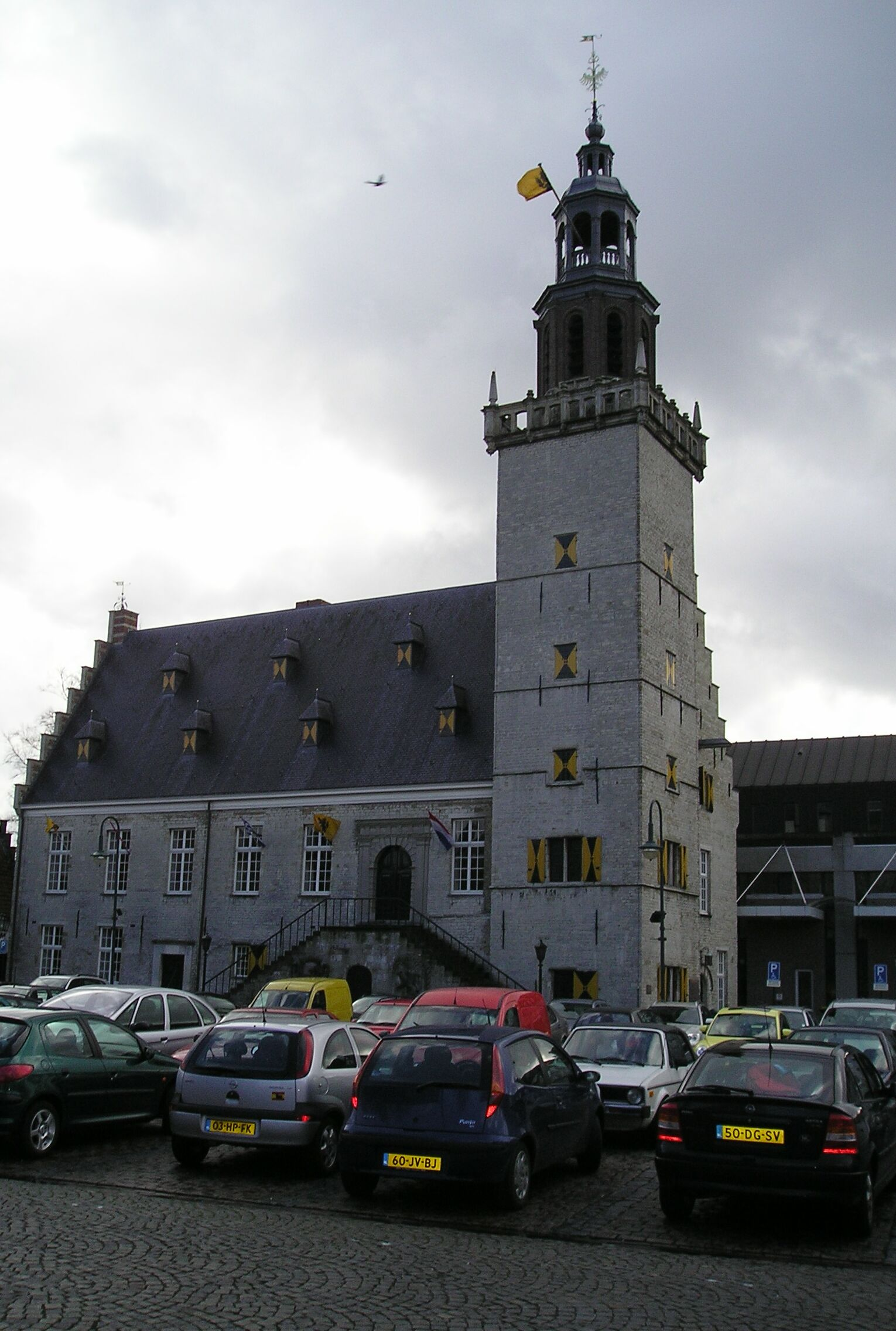
Stadhuis van Hulst (1534)
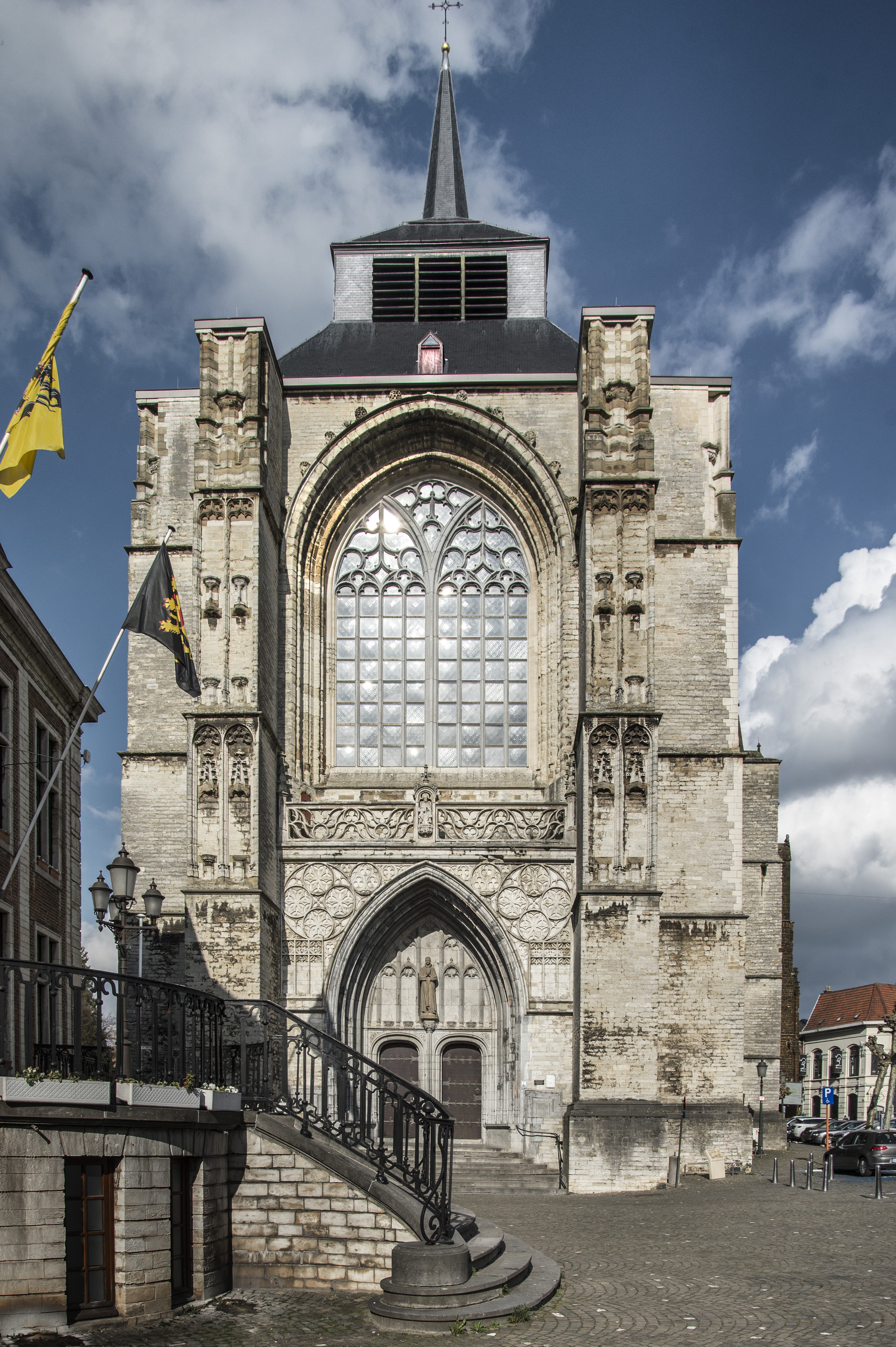
Sint-Sulpitiuskerk, Diest (voltooid 1534)
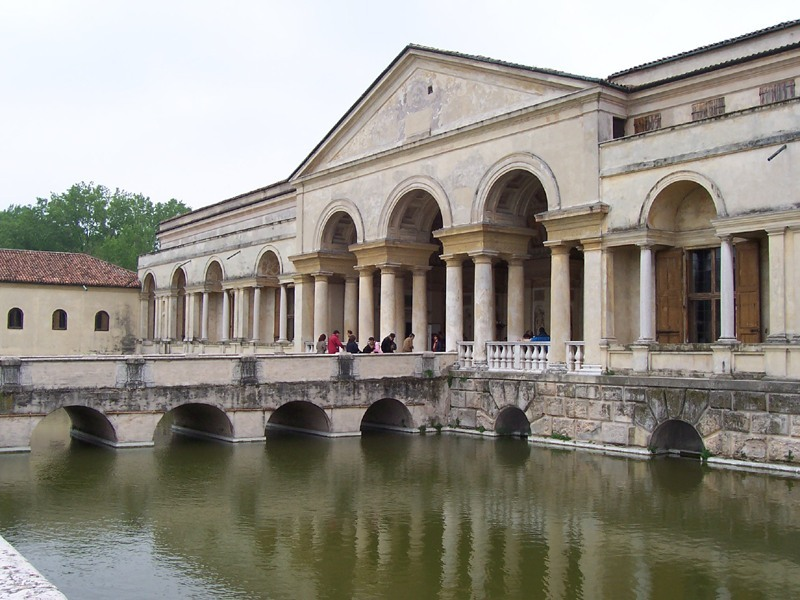
Palazzo del Te, Mantua (voltooid 1534)
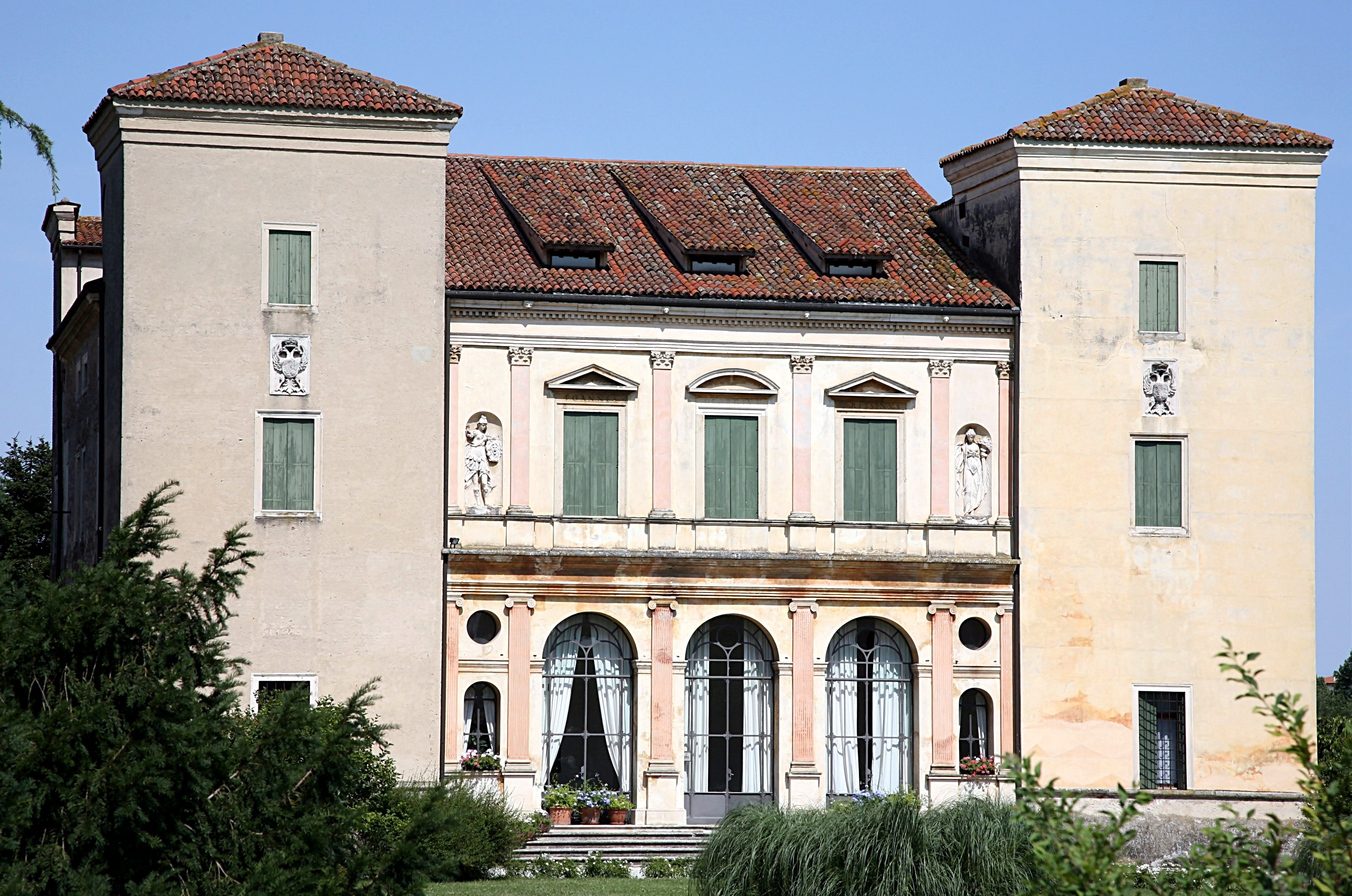
Villa Trissino, Cricoli, nabij Vicenza

## Geboren
- 5 februari - Giovanni de' Bardi, Florentijns componist en dichter
- 15 februari - Alexander Sauli, Italiaans prelaat
- 28 februari - Alberico I Cybo Malaspina, Italiaans edelman
- 19 maart - José de Anchieta, Spaans missionaris
- ca. 29 maart - Abel Eppens, Noord-Nederlands kroniekschrijver
- 15 juni - Hendrik I van Montmorency, Frans edelman
- 23 juni - Oda Nobunaga, Japans daimyo
- 1 juli - Frederik II, koning van Denemarken en Noorwegen (1559-1588)
- 18 juli - Zacharias Ursinus, Duits theoloog
- 29 augustus - Nicolaas Pieck, Noord-Nederlands theoloog
- 24 september - Ram Das, sikh goeroe
- 4 oktober - Willem van Schwarzburg-Frankenhausen, Duits edelman
- 2 november - Eleonora van Oostenrijk, Oostenrijks prinses
- 17 november - Karel van Anhalt, Duits edelman
- 16 december - Hans Bol, Zuid-Nederlands kunstschilder
- Dirck Barendsz., Nederlands kunstschilder
- Joachim Beuckelaer, Zuid-Nederlands kunstschilder
- Rutger VI van Boetzelaer, Noord-Nederlands edelman
- Volcher Coiter, Noord-Nederlands anatoom
- Lucas d'Heere, Zuid-Nederlands schilder en dichter
- Henry Herbert, Engels staatsman
- Antonio Martelli, Italiaans riddermonnik
- Obata Masamori, Japans samoerai
- Sai Setthathirat I, koning van Lan Xang (1550-1571)
- Elisabeth Vlamyncx, Zuid-Nederlands hekserijbeschuldigde
- Jacobus Zaffius, Nederlands geestelijke
- Lucas Janszoon Waghenaer, Nederlands cartograaf (jaartal bij benadering)

## Overleden
- 24 januari - Guillaume Briçonnet (~63), Frans prelaat
- 25 januari - Magdalena van Saksen (26), echtgenote van Joachim II Hector van Brandenburg
- 5 maart - Antonio da Correggio (44), Parmezaans kunstschilder
- 19 maart - Ayşe Hafsa Sultan (44), valide sultan van het Ottomaanse Rijk
- 5 april - Jan Matthijs, Noord-Nederlands anabaptistenleider
- 28 mei - Dirk Martens (~87), Zuid-Nederlands drukker
- 19 juli - Willem van Enckevoirt (~70), Nederlands kardinaal
- ca. 9 augustus - Thomas Cajetanus (66), Italiaans theoloog
- 21 augustus - Philippe Villiers de l'Isle Adam, grootmeester van de Orde van Malta
- 25 september - Clemens VII (56), paus (1523-1534)
- 31 oktober - Alfonso I d'Este (58), hertog van Ferrara en Modena
- 7 november - Ferdinand van Guarda (27), Portugees prins
- 8 november - William Blount (~56), Engels hoveling
- 23 november - Otto Brunfels (~46), Duits theoloog
- 7 december - Janus Lascaris (~89), Byzantijns geleerde
- 13 december - Paulus van Middelburg
- Anastasia van Brandenburg (~56), Duits edelvrouw
- Jan IV van Cortenbach, Zuid-Nederlands edelman
- Alonso de Fonseca y Ulloa (~58), Spaans prelaat
- Laurens II Keldermans, Zuid-Nederlands architect
- Barbara van Polen (~56), Pools prinses, echtgenote van George van Saksen
- Marcantonio Raimondi (~54), Italiaans graveur
- Jacob ten Starte, Noord-Nederlands bestuurder
- Otto IX van Tecklenburg (~69), Duits edelman
- Dionysius Vinne, Zuid-Nederlands anabaptistisch prediker
- Wijnkijn de Worde, Duits-Engels drukker
- Jan V de Baenst, Zuid-Nederlands politicus (jaartal bij benadering)
- Antonio Pigafetta, Venetiaans zeevaarder (jaartal bij benadering)